# Andinagrion garrisoni
Andinagrion garrisoni là loài chuồn chuồn trong họ Coenagrionidae. Loài này được von Ellenrieder & Muzón mô tả khoa học đầu tiên năm 2006.